# Наташа Станић
Наташа Станић (1969) српски је астрофизичар, предавач у Планетаријуму, наставник физике. Пише песме и приче, уредник и сарадник више књижевних часописа. Један је од оснивача и члан управног одбора Центра за популаризацију науке, образовање и унапређење научног новинарства СФЕРА основаног 2010. године.
Аутор научно-популарних књига (Звездани градови, АстролАгија), научних радова, семинара за наставнике, међународних пројеката (Први мобилни планетаријум за Србију, УНЕСЦО), интерактивних научних радионица за децу (Балон, чаша воде и мобилни телефон).

## Изложбе/уметничке манифестације
- Међународна изложба „Черга Чарнић, Јајинци 2009”, Београд 2009 – Похвала за фотографију.
- Међународна изложба „Еко-фото”, Косјерић 2008 – И награда за колекцију фотографија.
- 30. Изложба уметничких фотографија „15. октобар”, Пожаревац, 2007 – Похвала за фотографију.
- Подравски салон умјетничке фотографије „Салон Ђурђевац 2007” - И награда за појединачну фотографију.
- Изложба фотографија „Дете 2007”, Зајечар, 2007 - Похвала за фотографију.
- Међународна изложба фотографија „Фото група 5.7 – 2007”, Велика Плана, 2007 – И награда за колекцију
- Учешће на изложбама: „Еколошка стварност”, Пожаревац 2008; „Параћин 2007”; „Живот са 1000 лица 2007” (Пирот); „ДЕТЕ 2007” (Београд); „Минијатуре 2007” (Београд); „Цеље 2007”; *„Иваново у фокусу 2007” (Иваново); „МАЈСКА ИЗЛОЖБА 2007” (Београд); „Свет и ја 2006” (Ниш); „Ниш 2006” (Ниш); „Минијатуре 2005” (Београд); Интернационална изложба *„ЕРАСИНГ2004” (Мај, Београд).
- Југословенски песнички конкурс „Песничке стазе 2001”, Кикинда

## Награде
- I награда за најкраћу причу на конкурсу „Конкурс 357 – прича за трен“, Интернет Фанзин „Helly Cherry“, 2011.
- Награда Међународне астрономске уније за посебан допринос Међународној години астрономије 2009.
- Сертификат Међународног пројекта „Свест о универзуму” 2008-2009.
- Југословенски песнички конкурс „Песничке стазе 2001”, Кикинда – трећа награда.